# Петър Шурулинков
Петър Шурулинков е български орнитолог и паразитолог, доцент.

## Биография
Средното си образование получава в Националната природо-математическа гимназия в София, а висше – в Биологическия факултет на Софийския университет „Св. Климент Охридски“ (1993-1998). 
Цялата му научна кариера преминава в Българската академия на науките. В тогавашния Институт по зоология защитава дисертационния си труд върху „Състав, разпространение и екология на кръвните едноклетъчни паразити на диви птици от България“ през 2003 г, а през 2009 г. се хабилитира като старши научен сътрудник II ст. В Националния природонаучен музей при БАН работи от 2010 г. като доцент и куратор на орнитологичната колекция от сухи препарати на птици и тази от гнезда и яйца на птици. В музея доц. Петър Шурулинков се утвърждава като един от изявените природозащитници, показа добра законодателна осведоменост и активна гражданска позиция при решаването на различни проблеми. Носител на Наградата на журито на Българска фондация Биоразнообразие в категория Активист за природата за 2022 г.
Той е автор на над 130 научни публикации, предимно в областта на орнитологията и паразитологията на птиците, сред тях 8 книги, 4 плана за действие за редки видове птици и 33 статии (глави) от научни книги, 11 статии очерци за видове птици във второто издание на Червена книга на България. Участвал е с доклади в 15 научни конференции по паразитология и орнитология. Трудовете му са цитирани над 430 пъти в страната и чужбина. 
Активен член е на Сдружение за дива природа Балкани в продължение на 3 десетилетия. Член е и на Българско паразитологично дружество.
Основните му научни приноси са в областта на орнитологията, паразитологията и природозащитата. Орнитология – разпространение, миграция, популационна дивнамика, биология и екология на птиците. Паразитология – кръвни едноклетъчни паразити на птиците; фауна и разпространение на хемоспоридиите в България; влияние на различни фактори върху екстензивността на заразяване на птиците с хемоспоридии; влияние на хемоспоридиите върху дивите птици и върху миграцията при мигриращите видове. Природозащита – опазване на птиците; законодателство, защитени територии за опазване на птиците и техните местообитания.